# Allophroides acutatus
Allophroides acutatus là một loài tò vò trong họ Ichneumonidae.